# ارو (مجموعه تلویزیونی)
ارو (به انگلیسی: Arrow) یک سریال تلویزیونی آمریکایی به کارگردانی توسط گرگ برلانتی، مارک گوگنهایم و اندرو کریسبرگ است که بر اساس شخصیت دی سی کامیکس، (یک کماندار مبارز علیه جرایم جنایی) توسط مورت وایزینگر و جورج پاپ ساخته شده‌است و در دنیای مشترک کماندار با سایر مجموعه‌های تلویزیونی مرتبط قرار دارد و از ۱۰ اکتبر ۲۰۱۲ تا ۲۸ ژانویه ۲۰۲۰ از شبکه سی‌دابلیو پخش شد. این سریال اولین سریال دنیای مشترک کماندار می‌باشد. در درجه اول در ونکوور، بریتیش کلمبیا، کانادا فیلمبرداری شد. در ژانویه ۲۰۱۹، شبکه سی دابلیو سریال را برای یک فصل هشتم ده اپیزودی تمدید کرد و در ماه مارس اعلام کرد که این آخرین فصل است. این فصل در ۱۵ اکتبر ۲۰۱۹ به نمایش درآمد و رویداد کراس اوور «بحران در زمین‌های بی‌نهایت» را به نمایش گذاشت. فینال سریال در ۲۸ ژانویه ۲۰۲۰ به پایان رسید

## درباره

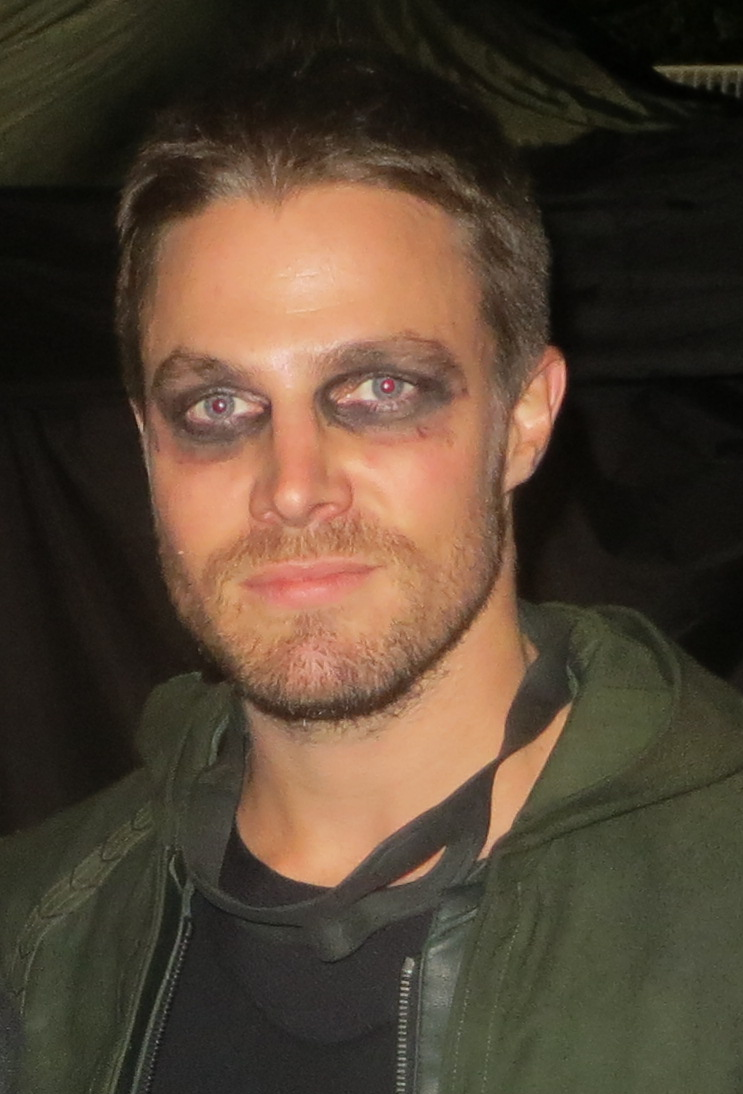
استیون امل

با وجود این که شخصیت گرین ارو از سال ۲۰۰۶ تا ۲۰۱۱ در سریال اسمالویل حضور داشت، تهیه‌کنندگان این مجموعه تصمیم گرفتند تا بازیگر جدیدی برای این کار پیدا کنند.
در این سریال، در حین پخش زمان حال الیور کوئین، فلش‌بک‌هایی به داستان جزیره نیز زده می‌شود و به مرور روشن می‌شود که چه اتفاقاتی برای الیور در جزیره رخ داده‌ست. بخش اعظمی از فیلمبرداری این سریال در ونکوور و بریتیش کلمبیا انجام می‌شود.
ارو نظرات متفاوتی از سوی منتقدان دریافت کرد و پربیننده‌ترین سریال پنج سال اخیر شبکه سی‌دابلیو نیز بوده‌است.
فصل اول این سریال به صورت میانگین ۳٫۶۸ میلیون بیننده داشت و موفق به کسب ۳ جایزه نیز گردید. این مجموعه تلویزیونی در سایت معتبر IMDB امتیاز ۷٫۷ را دریافت کرده‌است. هم چنین این مجموعه همکاری ای با مجموعه تلویزیونی فلش، سوپرگرل و افسانه‌های فردا که آن هم از شبکه سی دابلیو پخش می‌شود، دارد.

## داستان فیلم
جوانی میلیاردر به نام الیور کویین بعد از گیر افتادن در یک جزیره به مدت پنج سال به خانه خود در استارلینگ سیتی برمی‌گردد و با خانواده خود دیدار می‌کند و سعی دارد اتفاقاتی که در آن جزیره برایش افتاده را پنهان نگه دارد.
بعد از اتفاقاتی که در جزیره برای او رخ می‌دهند تصمیم می‌گیرد تا به یک شورشی تبدیل شود و کسانی که باعث ناامیدی شهرش شده‌اند را با عدالت روبرو کند.

## فصل اول
الیور کویین، پسر ولخرج عیاشی که پس از ۵ سال زندگی در جزیره‌ای دور افتاده به نام لیان یو (برزخ) به خانه‌اش در شهر استارلینگ سیتی برگشته و اوضاع زندگیش به‌طور کامل عوض شده. مادر او پس از مرگ پدرش، رابرت کویین (که در کشتی خانوادگیشان کشته شد) با دوست صمیمی رابرت کویین یعنی والتر استیل ازدواج کرده، خواهرش، تیا کویین (ویلا هلند) یک معتاد مواد مخدر شده. لورل لنس (کیتی کسیدی) دوست دختر سابق الیور پس از اینکه الیور خواهرش سارا لنس (کیتی لاتز) را به کشتی خانوادگیشان می‌برد و پس از غرق شدن کشتی سارا می‌میرد با او میانهٔ خوبی ندارد. وی شرکت قدیمی پدرش را به مخفی گاهش (ارو کیو) تبدیل می‌کند. او شب‌ها با جرم جنایت می‌جنگد. اما روزی فیلمی از او درآمد که نشان می‌دهد او دارد لباس مخصوصش را می‌پوشد. لورل که وکیل مخصوص او شده و می‌داند الیور ان شورشی نیست در دادگاه می‌گوید که او باید یک ردیاب به پایش ببندد و اگر از محوطه خانه خارج شود پلیس متوجه می‌شود که او شورشگر است. او که رازش را برای جان دیگل (دیوید رمزی) که محافظ الیور است فاش کرده از او می‌خواهد که به عنوان شورشگر در یک شب مانع یک معاملهٔ اسلحه شود. در آخر پلیس که می‌فهمد شورشگر در شهر بوده و الیور در خانه او را آزاد می‌کند. بعدها معلوم می‌شود که مادر الیور (سوزانا تامپسون) با پدر تامی (بهترین رفیق الیور از کودکی) یعنی مالکوم مرلین (جان بارومن) از عمد کشتی پدر الیور را غرق کرده‌اند و لاشهٔ کشتی در یک مخفی گاه است که والتر استیل ان را کشف می‌کند. بعدها الیور که فهمیده مادرش یک نقشهٔ شومی دارد، از دیگل می‌خواهد تا دوباره خود را در لباس شورشگر جا بزند و از مادرش بازجویی کند. مادرش اعتراف می‌کند که با مالکوم مرلین دست به ساخت دستگاهی که باعث زلزله‌ای بزرگ می‌شود. در همین حین یک مرد که لباسش شباهت زیادی به شورشگر دارد از قسمت ۹ وارد داستان می‌شود و معلوم می‌شود که او مالکوم مرلین است. الیور رازش را برای فلیسیتی اسموک (امیلی بت ریکاردز) مخ کامپیوتر شرکتش فاش می‌کند تا مسئولیت هک و بررسی جرم و جنایات باشد. تامی که سعی بر این دارد تا دل لورل لنس را ببرد دست بر کارهایی دارد، می‌بیند که الیور در حال بوسیدنش است، دست از این کار می‌کشد. الیور در یک موقعیت مجبور می‌شود رازش را برای تامی فاش کند؛ و از ان به بعد تامی رابطه اش با الیور (به خاطر شورشگر بودن و خاطرخواه بودن لورل) بد می‌شود. روی هارپر (کالتن هاینز) یک دزد فقیر، وقتی کیف تیا کویین را می‌دزد به او دل می‌بندد؛ و این اتفاق بزرگ‌ترین اتفاق زندگیش بوده زیرا هردو یک دیگر را به شدت دوست دارند. شبی که دستگاه زلزله ساز به استارلینگ سیتی می‌رسد، مویرا کویین (مادر الیور و تیا) به خاطر ترس از جانش، در اخبار اعتراف به ان دستگاه زلزله ساز و دخالتش با مالکوم مرلین می‌کند و او به زندان می‌رود. مالکوم لباس مخصوصش را می‌پوشد و می‌رود تا دستگاه زلزله ساز را روشن کند. فلیسیتی می‌فهمد که دستگاه زلزله ساز در خیابانی که همسر مالکوم به قتل رسیده کار گذاشته شده. فلیسیتی به کمک کویینتن لنس (پل بلکتورن) پدر لورل لنس (که با الیور بدترین میونه را دارد) به محل زلزله می‌رود و فلیسیتی با تلفن به او مراحل خاموشی دستگاه را می‌گوید. در همین حال الیور با مالکوم در یک پشت بام در حال جنگ هستند و در آخر الیور با فروکردن یه تیر به سینه مالکوم او را می‌کشد. کویینتن موفق می‌شود تا دستگاه را متوقف کند ولی فلیسیتی در می‌یابد که یک دستگاه دیگر هم در شهر است. در حالی که شهر در حال ریزش به علت زلزله است، تامی به ساختمانی که لورل در ان کار می‌کند می‌رود و او را از ساختمان نجات می‌دهد. الیور به داخل ساختمانی که تامی در ان گیر افتاده می‌رود و می‌بیند یک تیر آهن در بدن تامی فرورفته و آخرین حرف تامی این بود که:لطفاً بگو که بابامو نکشتی؛ و همانگونه چشمانش را می‌بندد و می‌میرد و فصل اول به پایان می‌رسد.

## فصل دوم
به دنبال مرگ تامی مرلین، الیور قول داد دیگر نکشد. با نام مستعار جدید، کماندار (ارو) این هنگامی آزمایش می‌شود که شهر مورد حمله تیغه قرار گیرد. او همچنین در تلاش برای تعادل فعالیت‌های فشار خود در کنار نقش خود به عنوان مدیر عامل شرکت از ملکه تلفیقی. این فصل شاهد بازگشت سارا لانس است که اکنون «قناری» نیز شناخته می‌شود و همچنین معرفی آژانس دولتی آ.ر.گ.و. س و رهبر آن آماندا والر. فلاش بک‌ها می‌بینند که الیور با تهدید جدیدی علیه لیان یو روبرو است و همچنین ریشه اختلافات وی با اسلید را آشکار می‌کند.

## فصل سوم
پس از قتل سارا و از دست دادن شرکت خانواده اش به ری پالمر، الیور حاضر به اعتقاد نیست که می‌تواند زندگی عادی داشته باشد در حالی که به عنوان کماندار ادامه می‌یابد. او برای محافظت از خواهرش تئا درگیر درگیری با راس الغول می‌شود. فلیسیتی نایب رئیس شرکت فایریست تکنولوژی می‌شود و لورل تصمیم می‌گیرد تا قدم‌های سارا را بپذیرد، با این تصور که گوشته قناری سیاه باشد. فلاش بک‌های این فصل می‌بیند که الیور از لیان یو فرار می‌کند، اما مجبور می‌شود با والر در هنگ کنگ کار کند و تلاش می‌کند تا انتشار یک بیماری کشنده را متوقف کند.

## فصل چهارم
الیور و فلیسیتی در وین کانسی زندگی می‌کنند، اما برای جنگ با گروه تروریستی کندو، به رهبری دیمین دارک، به شهر ستاره ای تغییر نام داده بازگشتند. الیور در حالی که برای شهرداری نیز کاندیدا می‌شود، " پیکان سبز " [۵] را انتخاب می‌کند. کشف وجود پسرش ویلیام و تصمیم او برای پنهان کردن حقیقت، منجر به قطع رابطه او با فلیسیتی می‌شود. لورل توسط دارک کشته می‌شود و الیور نقشه خود را برای منفجر کردن سلاح‌های هسته ای کشف می‌کند. فلاش بک‌های این فصل می‌بینند که الیور توسط والر به لیان یو بازگشت، جایی که او سعی می‌کند در گروه جنایی
Shadowspire نفوذ کند.

## فصل پنجم
الیور و فلیسیتی تیم جدیدی از افراد هوشیار را برای کمک به مأموریت خود استخدام می‌کنند، از جمله کارآگاه سابق پلیس دینا دریک، به عنوان قناری سیاه جدید. الیور در کنار تلاش برای تعادل بخشیدن به نقش جدیدش به عنوان شهردار و تهدید ناشی از قاتل زنجیره ای پرومتئوس، برای انطباق با جدایی خود از فلیسیتی تلاش می‌کند. این فصل همچنین شاهد معرفی نسخه ای متخاصم از لورل لنس، معروف به بلک آژیر، دستگاه جاسوسی از زمین دو است که برای اولین بار در فصل دوم سریال فلش حضور داشت. در فلاش بک‌های این فصل، الیور به روسیه سفر می‌کند و در آنجا به براتوا می‌پیوندد و قبل از بازگشت به لیان یو توسط میراندا تیت آموزش می‌بیند.

## فصل ششم
د تا هوشیاری خود را در کنار نقش خود به عنوان شهردار متعادل کند، در حالی که به دنبال مرگ مادر پسر، ویلیام را نیز پدر بود او با ازدواج این جفت در کراس اوور ارو ورس فصل، رابطه خود را با خوشبختی از سر می‌گیرد. تهدید جدیدی به شکل هکر تروریستی کایدن جیمز و باند جنایتکار وی پدیدار می‌شود. هنگامی که ریکاردو دیاز جیمز را می‌کشد، و در حالی که تیم ارو با شکاف تلخی روبرو است، اولیور مجبور می‌شود که از اف‌بی‌آی کمک بگیرد، معامله ای را انجام می‌دهد که منجر به زندانی شدن وی در زندان فدرال می‌شود و به عنوان پیکان سبز به عموم می‌رود.

## شخصیت‌های سریال کماندار
| شخصیت         | نام مستعار | توانایی                                                     | شغل | بازیگر ایفای نقش |
| ------------- | --- | ----------------------------------------------------------- | --- | ---------------- |
| الیور کویین   | - کلاه پوش (فصل ۱) - ارو (فصل ۱ تا ۳) - السهیم (فصل ۳) - گرین ارو (از فصل ۴) - زندانی شماره ۴۵۸۷(فصل ۷) - فلش (فصل ۷) - اسپکتر (کمیک) (فصل ۸) | - تیراندازی فوق دقیق - مبارز حرفه ای                        | - صاحب کلوپ وردنت (فصل ۱) - مدیرعامل شرکت کویین (فصل ۲ و ۳) - استراحت (فصل ۴ به‌طور موقت) - عضو لیگ قاتلان (فصل ۳ به‌طور موقت) - شهردار استار سیتی (فصل ۵ و ۶) - دستگیری به دلیل قتل غیرعمد به عنوان گرین ارو (فصل ۷) - مرگ به دلیل فداکاری در بحران (فصل ۸) | استیون امل       |
| فلیسیتی اسموک | اُورواچ | نابغهٔ کامپیوتر و هک                                         | - کارمند آی تی شرکت کویین (فصل ۱ و ۲) - کارمند آی تی شرکت پالمر تک (فصل ۳) - مدیر عامل شرکت پالمرتک (فصل ۴) - کارمند سازمان هیلکس (فصل ۵) - مدیرعامل هیلکس داینامیک (از فصل ۶)                                                                             | امیلی بت ریکاردز |
| داینا دریک    | قناری سیاه | - فریاد اولتراسونیک - هنرمند استثنایی رزمی - مبارز تن به تن | عضو دپارتمان پلیس استار سیتی (فصل ۵ و ۶) | جولیانا هارکیوی  |
| رنه رامیرز    | وایلد داگ | - مبارز تن به تن ماهر - شلیک دقیق                           | - عضو نیروی دریایی آمریکا (به‌طور موقت) - معاون اول شهردار استار سیتی (فصل ۵ و ۶) | ریک گونزالز      |
| کورتیس هولت   | آقای معرکه | - قدرت مبارزه - اختراع وسایل جنگی - نابغه کامپیوتر          | - مهندس شرکت پالمرتک (فصل ۴) - قائم مقام هیلکس داینامیک (از فصل ۷) | اکو کلوم         |

## بازیگران

### بازیگران اصلی
- استیون امل در نقش الیور کویین / گرین ارو
- دیوید رمزی در نقش جان دیگل / اسپارتان
- امیلی بت ریچاردز در نقش فیلیسیتی اسموک / اور-واچ[۲]
- کیتی کسیدی در نقش لارل لنس / قناری سیاه / بلک سایرن
- جولیانا هارکیوی در نقش داینا دریک / قناری سیاه
- ویلا هلند در نقش تیا کویین/اسپیدی (کمیک)
- پل بلکتورن در نقش کارگاه کوئنتین لنس
- کاترین مک‌نامارا در نقش میا اسموک-کوئین/گرین ارو (از فصل ۷ تا فصل ۸)

### بازیگران دوره‌ای
- کاترینا لاو در نقش نیسا الغول
- کیتی لاتز در نقش سارا لَنس /قناری سیاه/ قناری سفید
- سوزانا تامپسون در نقش مویرا کوئین
- کالتن هاینز در نقش روی هارپر[۳] / آرسنال
- سلینا جید در نقش شدو
- کالین دونل در نقش تامی مرلین
- کالین سالمون در نقش والتر استیل[۴]
- بایرون مان در نقش یائو-فی[۵]
- جان بارومن در نقش مالکوم مرلین[۶] / دارک آرچر
- مانو بنت در نقش اسلید ویلسون / دث استروک
- سامر گلایو در نقش ایزابل روشف
- الکس کینگستون در نقش دینا لنس[۷]
- آنا هاپکینز در نقش سامانتا کلایتون
- مت نیبل در نقش راس الغول